# Lysithea Peaks
Die Lysithea Peaks sind ein Gebirgszug markanter und schroffer Gipfel in den Ganymede Heights auf der Alexander-I.-Insel westlich der Antarktischen Halbinsel. Sie bilden die Westseite des Flatiron Valley.
Das UK Antarctic Place-Names Committee benannte sie 2002 nach dem Jupitermond Lysithea.